# Stoyan Danev
Stoyan Petrov Danev (en bulgare : Стоян Петров Данев), né le 28 janvier 1858 à Choumen (Empire ottoman) et mort le 30 juillet 1949 à Sofia (Bulgarie), est un homme politique bulgare libéral, qui occupe brièvement le poste de président du Conseil des ministres du royaume de Bulgarie en 1913.

## Biographie

### Jeunesse et études
Il étudie à l'École libre des sciences politiques.

### Parcours professionnel
Il occupe divers postes ministériels, dont la fonction de ministre des Affaires étrangères et religieuses. Il est très favorable à la Russie.
Lorsqu'il est président du Conseil des ministres pour la première fois (en 1902-1903), la question macédonienne se pose avec acuité, avec une insurrection dans la région de la Struma. Il désapprouve le mouvement, sur suggestion de la Russie. Il est cependant renvoyé lorsque l'insurrection menace de s'étendre.
Il participe à divers gouvernements modérés ensuite.
Il fait partie des négociateurs bulgares du traité de Londres à la fin de la première guerre balkanique. Lorsqu'il devient évident que le tsar Ferdinand n'a aucune intention d'honorer ce traité, Danev est nommé président du Conseil des ministres. Il ne le reste que quelques semaines.